# فيليكس دياز (سياسي)
فيليكس دياز (بالإسبانية: Félix Díaz)‏ هو عسكري وسياسي مكسيكي، ولد في 8 فبراير 1868 في لوس موتشيس في المكسيك، وتوفي في 9 يوليو 1945 في مدينة فيراكروز في المكسيك.

## روابط خارجية
- فيليكس دياز على موقع الموسوعة البريطانية (الإنجليزية)